# Channay
Channay ist eine französische Gemeinde mit 59 Einwohnern (Stand 1. Januar 2022) im Département Côte-d’Or in der Region Bourgogne-Franche-Comté. Sie gehört zum Kanton Châtillon-sur-Seine und zum Arrondissement Montbard. 
Sie grenzt im Nordwesten an Arthonnay, im Norden an Vertault, im Nordosten an Villedieu, im Südosten an Griselles, im Süden an Nicey und im Westen an Cruzy-le-Châtel.

## Bevölkerungsentwicklung
| Jahr                       | 1962 | 1968 | 1975 | 1982 | 1990 | 1999 | 2008 | 2015 |
| -------------------------- | ---- | ---- | ---- | ---- | ---- | ---- | ---- | ---- |
| Einwohner                  | 110  | 106  | 74   | 68   | 70   | 76   | 65   | 62   |
| Quellen: Cassini und INSEE |      |      |      |      |      |      |      |      |